# Крекінг-установка у Ляояні
Крекінг-установка у Ляояні — складові частини нафтопереробного та нафтохімічного майданчика компанії PetroChina (належить державній China National Petroleum Corporation), розташованого на північному сході країни в провінції Ляонін.
Початок розробки в 1970 році розташованих на північно-східному узбережжі Бохайської затоки групи нафтових родовищ Ляохе призвів до розвитку в цьому районі нафтопереробної та нафтохімічної промисловості. Останню зокрема представляло підприємство синтетичних волокон у Ляояні (наразі Liaoyang Petrochemical), на майданчику якого в 1979-му запустили установку парового крекінгу річною потужністю по етилену 73 тисячі тонн. Вона піддавала піролізу газовий бензин, що дозволяло також продукувати 35 тисяч тонн пропілену. Станом на початок 2000-х потужність установки складала вже 120 тисяч тонн, а в 2007-му завершили чергову модернізацію, котра дозволила випускати 200 тисяч тонн етилену.
Отримані олефіни спрямовуються на виробництво поліетилену високої щільності (70 тисяч тонн), моноетиленгліколю та оксиду етилену (250 тисяч тонн) і поліпропілену (60 тисяч тонн). В той же час, із фракції С4 у Ляоніні вилучають 30 тисяч тонн бутадієну.